# Victor (Nova York)
Victor és una població dels Estats Units a l'estat de Nova York. Segons el cens del 2000 tenia 2.433 habitants.

## Demografia
Segons el cens del 2000, Victor tenia 2.433 habitants, 935 habitatges, i 665 famílies. La densitat de població era de 680,7 habitants per km².
Dels 935 habitatges en un 35,4% hi vivien nens de menys de 18 anys, en un 59,8% hi vivien parelles casades, en un 0% dones solteres, i en un 28,8% no eren unitats familiars. En el 21,7% dels habitatges hi vivien persones soles el 5,8% de les quals corresponia a persones de 65 anys o més que vivien soles. El nombre mitjà de persones vivint en cada habitatge era de 2,59 i el nombre mitjà de persones que vivien en cada família era de 3,08.
Per edats la població es repartia de la següent manera: un 26,9% tenia menys de 18 anys, un 6,4% entre 18 i 24, un 32,2% entre 25 i 44, un 24,4% de 45 a 60 i un 10% 65 anys o més.
L'edat mediana era de 37 anys. Per cada 100 dones de 18 o més anys hi havia 96,7 homes.
La renda mediana per habitatge era de 54.821 $ i la renda mediana per família de 62.798 $. Els homes tenien una renda mediana de 45.332 $ mentre que les dones 30.045 $. La renda per capita de la població era de 24.776 $. Entorn de l'1,3% de les famílies i el 2,4% de la població estaven per davall del llindar de pobresa.